# Nostima occidentalis
Nostima occidentalis är en tvåvingeart som beskrevs av Sturtevant och Wheeler 1954. Nostima occidentalis ingår i släktet Nostima och familjen vattenflugor. Inga underarter finns listade i Catalogue of Life.